# Rostkronad sångare
Rostkronad sångare (Phylloscopus ruficapilla) är en afrikansk fågel i familjen lövsångare inom ordningen tättingar.

## Utseende och läte
Rostkronad sångare är en medelstor (11–12 cm) och kompakt lövsångare med tydligt brunt eller rödbrunt på panna och hjässa. Förutom teckningen på huvudet skiljer den sig från övervintrande lövsångare genom större kontrast mellan gråaktig buk och starkt gult på strupe, undergump och övre delen av bröstet. De olika populationerna skiljer sig något åt, där nordliga minullus (se utbredning nedan) har olivbrun hjässa och ochrogularis i västra Tanzania har brunaktig anstrykning i ansiktet. Sången beskrivs som ett högljutt "seee suuu seee suuu".

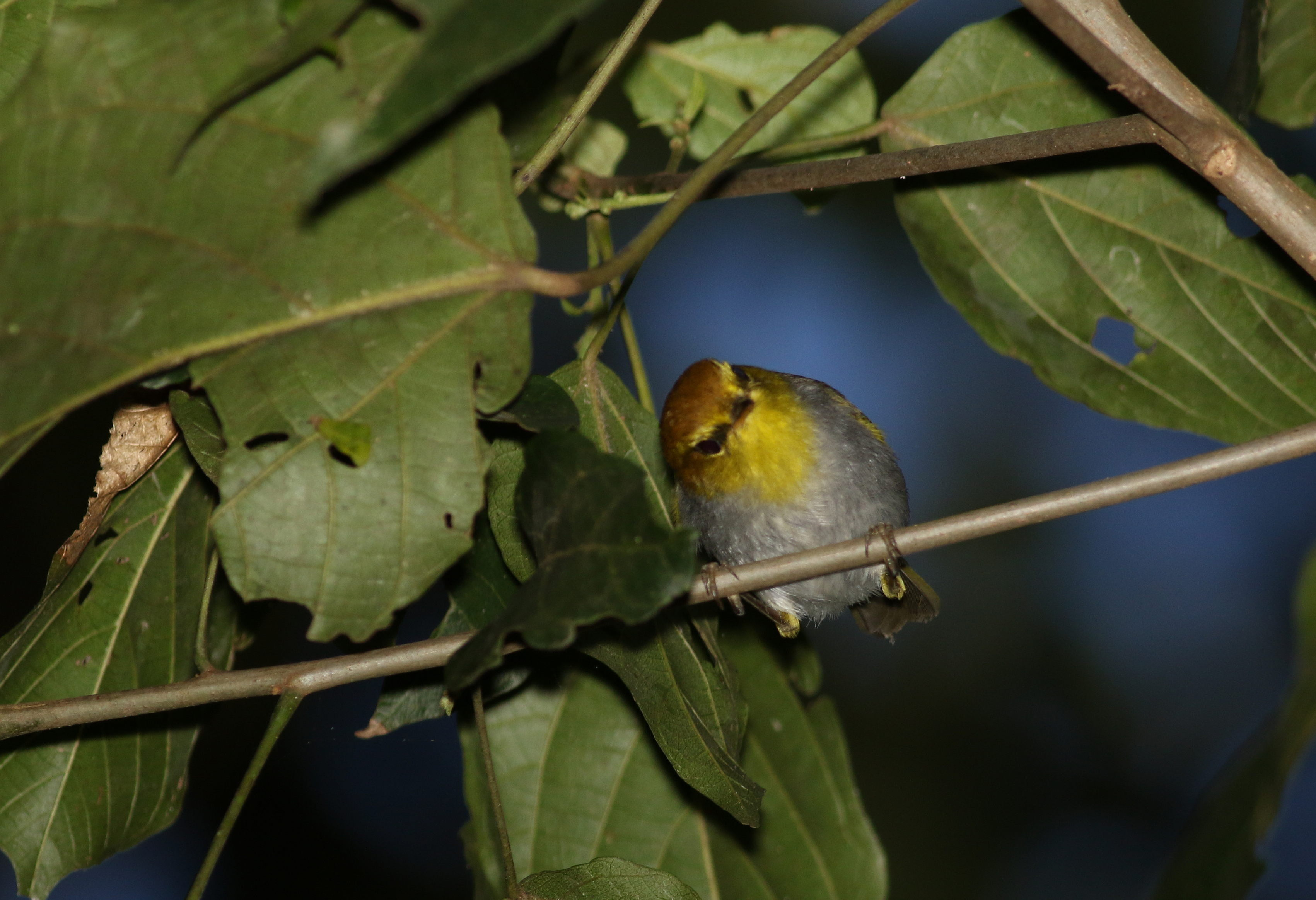
Rostkronad sångare i Zimbabwe.

## Utbredning och systematik
Rostkronad sångare delas in i sju underarter med följande utbredning:
- Phylloscopus ruficapilla minullus – sydöstra Kenya och östra Tanzania

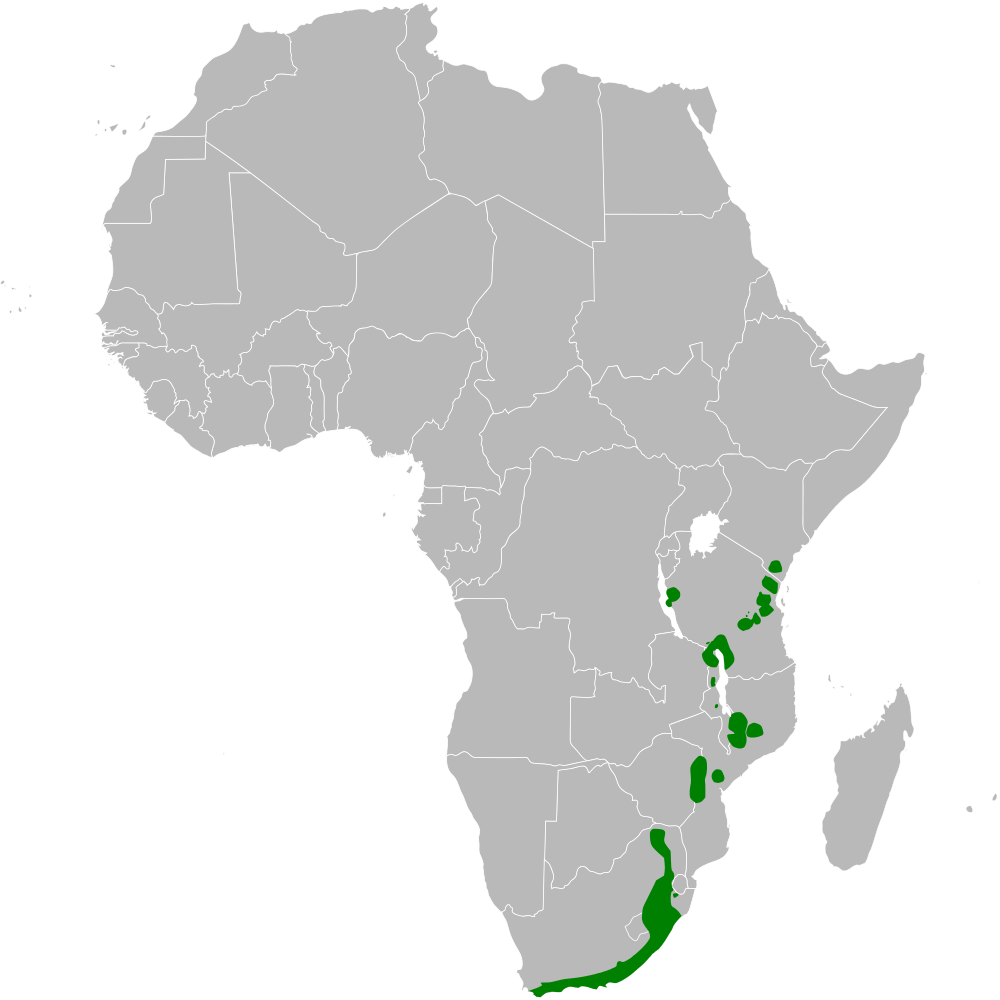
Artens utbredningsområde.

- Phylloscopus ruficapilla ochrogularis – Mahalebergens nationalpark i västra Tanzania
- Phylloscopus ruficapilla johnstoni – Malawi nordvästra Moçambique, nordöstra Zambia och södra Tanzania
- Phylloscopus ruficapilla alacris – östra Zimbabwe och västra Moçambique (berget Gorongoza)
- Phylloscopus ruficapilla quelimanensis – norra Moçambique (berget Namuli)
- Phylloscopus ruficapilla ruficapilla – östra Sydafrika (östra Limpopo söderut till KwaZulu-Natal, västra Swaziland och östra Lesotho
- Phylloscopus ruficapilla voelckeri – södra Sydafrika (södra Västra Kapprovinsen österut utmed kusten till östra Östra Kapprovinsen

### Släktestillhörighet
DNA-studier visar att släktet Phylloscopus är parafyletiskt gentemot Seicercus. Dels är ett stort antal Phylloscopus-arter närmare släkt med Seicercus-arterna än med andra Phylloscopus (däribland rostkronad sångare), dels är inte heller arterna i Seicercus varandras närmaste släktingar. Olika taxonomiska auktoriteter har löst detta på olika sätt. De flesta expanderar numera Phylloscopus till att omfatta hela familjen lövsångare, vilket är den hållning som följs här. Andra flyttar bland andra rostkronad sångare till ett expanderat Seicercus.

### Familjetillhörighet
Lövsångarna behandlades tidigare som en del av den stora familjen sångare (Sylviidae). Genetiska studier har dock visat att sångarna inte är varandras närmaste släktingar. Istället är de en del av en klad som även omfattar timalior, lärkor, bulbyler, stjärtmesar och svalor. Idag delas därför Sylviidae upp i ett antal familjer, däribland Phylloscopidae. Lövsångarnas närmaste släktingar är familjerna cettior (Cettiidae), stjärtmesar (Aegithalidae) samt den nyligen urskilda afrikanska familjen hylior (Hyliidae).

## Levnadssätt
Rostkronad sångare hittas i städsegrön skog, både i trädtaket och på medelhög nivå. Den födosöker enstaka eller i par, utanför häckningstid även i smågrupper, på jakt efter mestadels insekter, spindlar och larver. Fågeln häckar från september till december eller början av januari. Den bygger ett klotformat bo av fjädrar, växtfibrer och mossa, och placerar det på marken eller lågt i vegetationen. Arten är stannfågel, men kan röra sig i höjdled.

## Status och hot
Arten har ett stort utbredningsområde, men tros minska i antal, dock inte tillräckligt kraftigt för att den ska betraktas som hotad. Internationella naturvårdsunionen IUCN listar arten som livskraftig (LC). Världspopulationen har inte uppskattats men den beskrivs som lokalt vanlig.